# Marian Wolańczyk
Marian Wolańczyk (ur. 1 lutego 1888 w Cieszanowie, zm. 20 czerwca 1961 w Bytomiu) – polski nauczyciel, bibliotekarz, kierownik i dyrektor Biblioteki Śląskiej Akademii Medycznej.

## Życiorys
Studia odbył w Wiedniu i we Lwowie, m.in. pod kierunkiem Wilhelma Bruchnalskiego, wieńcząc je dyplomem doktora nauk humanistycznych w 1921. Pracował jako nauczyciel języka polskiego we Lwowie, Rzeszowie i Bytomiu. We Lwowie należał do Spółki Akcyjnej Książnica-Atlas. Był również aktywnym członkiem Towarzystwa Gimnastycznego „Sokół”, początkowo jako sportowiec, potem działacz. Opracował historię „Sokoła” małopolskiego, opublikowaną w 1927 pod tytułem Macierz sokola w 60-letnim rozwoju (1867-1927). Pisywał też do czasopism. Do 1939 był prezesem Przewodnictwa Dzielnicy Małopolskiej „Sokoła”.
Po wojnie osiadł na Śląsku. W 1948 współorganizował Bibliotekę Akademii Lekarskiej w Rokitnicy (niebawem włączonej do Zabrza); przyszło mu pełnić funkcję kierownika biblioteki uczelni, którą wraz z przekształceniami organizacyjnymi przemianowano na Śląską Akademię Lekarską, następnie na Śląską Akademię Medyczną. Przekształceniom poddawana była również sama biblioteka, która pod jego kierownictwem zmieniała siedzibę i profil. 1 marca 1958 objął stanowisko dyrektora biblioteki i zajmował je do końca życia.
Został odznaczony m.in. Złotym Krzyżem Zasługi i Krzyżem Kawalerskim Orderu Odrodzenia Polski.